# Томаш Виленцек
Томаш Виленцек  (нім. Tomasz Wylenzek, 9 січня 1983) — німецький веслувальник, олімпійський чемпіон.

## Виступи на Олімпіадах
| Олімпіада  | Дисципліна                | Місце |
| ---------- | ------------------------- | ----- |
| Афіни 2004 | каное-двійка, 500 метрів  | 5     |
| Афіни 2004 | каное-двійка, 1000 метрів | 1     |
| Пекін 2008 | каное-двійка, 500 метрів  | 3     |
| Пекін 2008 | каное-двійка, 1000 метрів | 2     |